# Kabinet-Suchocka
Het kabinet-Suchocka was de Poolse regering van premier Hanna Suchocka, die van 11 juli 1992 tot 25 oktober 1993 heeft geregeerd. Het was een centrumrechtse coalitieregering van zeven partijen:
- Democratische Unie (UD)
- Liberaal-Democratisch Congres (KLD)
- Christelijk-Nationale Unie (ZChN)
- Partij van Christen-Democraten (PChD)
- Christelijke Volkspartij (SLCh)
- Poolse Volkspartij - Volksalliantie (PSL-PL)
- Poolse Partij van Vrienden van het Bier (PPPP)

Een achtste partij, de Unie van de Arbeid (UP), maakte weliswaar niet officieel deel uit van de coalitie, maar was wel met één minister vertegenwoordigd.
Op 28 mei 1993 nam het Poolse lagerhuis, de Sejm met een meerderheid van één stem een motie van wantrouwen aan tegen de regering, zonder evenwel een nieuwe premier aan te wijzen. President Lech Wałęsa maakte hierop gebruik van zijn constitutionele recht om het ontslag van de regering te weigeren en in plaats daarvan het parlement te ontbinden en nieuwe verkiezingen uit te schrijven. Als gevolg hiervan heeft het kabinet-Suchocka zonder controle van het parlement geregeerd tot 25 oktober 1993, toen president Wałęsa de nieuwe regering van Waldemar Pawlak installeerde. In deze periode heeft de regering onder meer een zeer ingrijpend concordaat met de Heilige Stoel ondertekend. Later heeft de Sejm een speciale commissie ingesteld om de activiteiten van de regering-Suchocka in deze periode te onderzoeken. De slechte ervaring met een regering die niet door het parlement wordt gecontroleerd, heeft later tot een bepaling in de grondwet geleid op basis waarvan het parlement niet kan worden ontbonden, maar alleen de zittingsduur ervan kan worden verkort.
Het kabinet-Suchocka is de laatste Poolse regering geweest die door de Sejm is benoemd en niet door de president.

## Samenstelling
| Ministerie                                                                   | Minister                    | Partij | Partij              | Ambtsperiode     | Ambtsperiode     |
| Ministerie                                                                   | Minister                    | Partij | Partij              | van              | tot              |
| ---------------------------------------------------------------------------- | --------------------------- | ------ | ------------------- | ---------------- | ---------------- |
| Voorzitter van de Ministerraad                                               | Hanna Suchocka              |        | UD                  | 10 juli 1992     | 25 oktober 1993  |
| Vicepremier, voorzitter van de Economische Raad                              | Henryk Goryszewski          |        | ZChN                | 11 juli 1992     | 25 oktober 1993  |
| Vicepremier, voorzitter van het Sociaal-Politieke Comité van de Ministerraad | Paweł Łączkowski            |        | PChD                | 11 juli 1992     | 25 oktober 1993  |
| Minister van Arbeid en Sociale Zaken                                         | Jacek Kuroń                 |        | UD                  | 11 juli 1992     | 25 oktober 1993  |
| Minister van Binnenlandse Zaken                                              | Andrzej Milczanowski        |        | partijloos          | 11 juli 1992     | 25 oktober 1993  |
| Minister van Buitenlandse Zaken                                              | Krzysztof Skubiszewski      |        | partijloos          | 11 juli 1992     | 25 oktober 1993  |
| Minister van Communicatie                                                    | Krzysztof Kilian            |        | KLD                 | 11 juli 1992     | 25 oktober 1993  |
| Minister van Contacten met de Europese Economische Gemeenschap               | Jan Krzysztof Bielecki      |        | KLD                 | 11 juli 1992     | 25 oktober 1993  |
| Minister van Defensie                                                        | Janusz Onyszkiewicz         |        | UD                  | 11 juli 1992     | 25 oktober 1993  |
| Minister van Economische Samenwerking met het Buitenland                     | Andrzej Arendarski          |        | KLD                 | 11 juli 1992     | 25 oktober 1993  |
| Minister van Financiën                                                       | Jerzy Osiatyński            |        | UD                  | 11 juli 1992     | 25 oktober 1993  |
| Minister van Gezondheid en Sociale Bijstand                                  | Andrzej Wojtyła             |        | SLCh                | 11 juli 1992     | 25 oktober 1993  |
| Minister van Industrie en Handel                                             | Wacław Niewiarowski         |        | SLCh                | 11 juli 1992     | 25 oktober 1993  |
| Minister van Justitie                                                        | Zbigniew Dyka               |        | ZChN                | 11 juli 1992     | 17 maart 1993    |
| Minister van Justitie                                                        | Jan Piątkowski              |        | ZChN                | 17 maart 1993    | 25 oktober 1993  |
| Minister van Kunst en Cultuur                                                | Piotr Łukasiewicz (a.i.) *) |        | partijloos          | 11 juli 1992     | 11 februari 1993 |
| Minister van Kunst en Cultuur                                                | Jerzy Góral                 |        | ZChN                | 11 februari 1993 | 25 oktober 1993  |
| Minister van Landbouw en Levensmiddelen                                      | Gabriel Janowski            |        | PSL-PL              | 11 juli 1992     | 8 april 1993     |
| Minister van Landbouw en Levensmiddelen                                      | Janusz Byliński (a.i.) *)   |        | PSL-PL              | 8 april 1993     | juli 1993        |
| Minister van Landbouw en Levensmiddelen                                      | Jacek Janiszewski (a.i.) *) |        | partijloos          | juli 1993        | 25 oktober 1993  |
| Minister van Milieubescherming, Natuurlijke Hulpbronnen en Bosbouw           | Zygmunt Hortmanowicz        |        | partijloos (PSL-PL) | 11 juli 1992     | 4 mei 1993       |
| Minister van Milieubescherming, Natuurlijke Hulpbronnen en Bosbouw           | Bernard Błaszczyk (a.i.) *) |        | partijloos          | 4 mei 1993       | 25 oktober 1993  |
| Minister van Onderwijs                                                       | Zdobysław Flisowski         |        | ZChN                | 11 juli 1992     | 25 oktober 1993  |
| Minister van Privatisatie                                                    | Janusz Lewandowski          |        | KLD                 | 11 juli 1992     | 25 oktober 1993  |
| Minister van Ruimtelijke Ordening en Woningbouw                              | Andrzej Bratkowski          |        | UP                  | 11 juli 1992     | 25 oktober 1993  |
| Minister van Verkeer en Zeevaart                                             | Zbigniew Jaworski           |        | ZChN                | 11 juli 1992     | 25 oktober 1993  |
| Minister zonder portefeuille, voorzitter van het Centraal Planbureau         | Jerzy Kropiwnicki           |        | ZChN                | 11 juli 1992     | 25 oktober 1993  |
| Minister zonder portefeuille, kabinetschef van de regering                   | Jan Rokita                  |        | UD                  | 11 juli 1992     | 25 oktober 1993  |
| Minister zonder portefeuille belast met ondernemingen                        | Zbigniew Eysmont            |        | PPPP                | 11 juli 1992     | 25 oktober 1993  |
| Minister zonder portefeuille belast met contacten met politieke partijen     | Jerzy Kamiński              |        | PSL-PL              | 11 juli 1992     | 25 oktober 1993  |
| Voorzitter van het Comité voor Wetenschappelijk Onderzoek                    | Witold Karczewski           |        | partijloos          | 11 juli 1992     | 25 oktober 1993  |

*) Cursief weergegeven namen betreffen personen die weliswaar leiding gaven aan een ministerie, maar geen deel uitmaakten van de ministerraad.
Mazowiecki (1989-1991) ·
Bielecki (1991) ·
Olszewski (1991-1992) ·
Pawlak I (1992) ·
Suchocka (1992-1993) ·
Pawlak II (1993-1995) ·
Oleksy (1995-1996) ·
Cimoszewicz (1996-1997) ·
Buzek (1997-2001) ·
Miller (2001-2004) ·
Belka I (2004) ·
Belka II (2004-2005) ·
Marcinkiewicz (2005-2006) ·
Kaczyński (2006-2007) ·
Tusk I (2007-2011) ·
Tusk II (2011-2014) ·
Kopacz (2014-2015) ·
Szydło (2015-2017) ·
Morawiecki (2017-2019) ·
Morawiecki (2019-2023) ·
Morawiecki (2023) ·
Tusk III (2023-) ·